# Eckart Haupt
Eckart Haupt (* 2. November 1945 in Zittau, Sachsen) ist ein deutscher Flötist, Hochschullehrer und Orchestermusiker. Die Staatskapelle Dresden bezeichnete ihn auf ihrer Homepage als einen der „führenden Flötisten der Gegenwart“.

## Leben
Haupt wuchs in Görlitz auf. Er studierte später in Dresden bei Fritz Rucker (Flöte) und Manfred Weiss (Komposition) sowie in Leipzig bei Erich List (Flöte).
Erste Anstellungen hatte er in Dessau und Berlin. 1970 wurde er von Kurt Masur als Soloflötist der Dresdner Philharmonie engagiert. 1981 bekam er ein Engagement als Soloflötist der Staatskapelle Dresden durch Herbert Blomstedt, wo er bis zu seinem Eintritt in den Ruhestand 2010 spielte.
Solokonzerte in Europa, Japan, dem Nahen Osten, in Südamerika und den USA folgten. Seit 1992 spielt er als Soloflötist im Bayreuther Festspielorchester.
Eckart Haupt hat ein weit gespanntes Repertoire vom Barock bis zur Moderne. Er hat historische Quellen bei Peters und Hofmeister Leipzig mit herausgegeben (u. a. von Johann Joachim Quantz und dessen Lehrer Pierre-Gabriel Buffardin sowie der Wiener Komponistin und Pianistin Leopoldine Blahetka). Seine Schallplattenaufnahmen sind preisgekrönt. Die Aufnahmen mit Werken von Johann Sebastian Bach und Carl Philipp Emanuel Bach galten als exemplarisch.
Haupt hat eine Professur an der Dresdner Musikhochschule inne. Einige seiner Schüler sind als Flötisten in den großen Orchestern Deutschlands untergekommen. Er ist Leiter internationaler Meisterkurse.
Eckart Haupt erhielt zahlreiche Preise und Ehrungen, beispielsweise 1996 den Fritz-Busch-Preis.
2010 promovierte Eckart Haupt über das Thema Die Einführung der Böhmflöte in der Dresdner Hofkapelle an der Hochschule für Musik Carl Maria von Weber Dresden zum Dr. phil. Die überarbeitete Fassung der Schrift erschien 2011 als Band 2 der Studien zum Dresdner Musikleben im 19. Jahrhundert im Verlag Dohr.
Eckart Haupt befasst sich auch mit Malerei und Grafik, Arbeiten von ihm wurden schon mehrfach öffentlich ausgestellt, u. a. 2011 in der Reihe "Malende Musiker - Musizierende Maler" der Landesmusikakademie Sachsen im Schloss Colditz.

## Schriften
- Eckart Haupt: Flöten – Flötisten – Orchesterklang. Die Staatskapelle Dresden zwischen Weber und Strauss. Dohr, Köln 2011, ISBN 978-3-936655-91-9.
- Eckart Haupt: Konzerte, Aufnahmen und Reisen mit Peter Schreier 1970–1991, in: Matthias Herrmann (Hrsg.): Begegnungen mit Peter Schreier, Sax-Verlag Beucha/Markkleeberg 2020, 2. Auflage 2021, S. 70–76